# Philipp von Schoeller
Philipp von Schoeller (23. srpna 1921 Vídeň – 6. května 2008 Vídeň) byl rakouský velkopodnikatel a bankéř.

## Život
Narodil se ve Vídni jako syn Philippa Aloise von Schoeller a jeho manželky Gisely roz. von Weckbecker. Po ukončení škol studoval národní ekonomii na univerzitě v Innsbrucku a krátkodobě působil v obchodní komoře Tyrolska.
Jeho otec převzal v roce 1933 jako univerzální dědic svého těžce nemocného strýce Richarda von Schoeller (1871–1950) celé rodové firemní impérium, Phillip junior se stal mimo jiné majitelem panství Račice a brzy poté založil pobočku velkoobchodu a banky v Salcburku. Jako vynikající jezdec působil za druhé světové války v hodnosti rytmistra v Terek-Kosaken-Reiterregiment č. 6, patřící do 1. kozácké divize wehrmachtu.
Jeho první manželkou byla Ida Leopoldine, rozená starohraběnka Salm-Reifferscheidt-Raitz (* 1921), pocházející z rodu knížat Salm-Reifferscheidt-Raitz, původně usazeného v Rájci nad Svitavou (německy Raitz) na Moravě. Z tohoto svazku se narodilo šest dcer, manželství však bylo 28. června 1968 rozvedeno.
Po skončení války a po smrti prastrýce Richarda von Schoeller v roce 1950 nastoupil Philipp junior v roce 1951 jako společník do rodinné firmy ve Vídni. Společníky firmy byli také jeho bratr Herbert Schoeller (1930–2004) a bratranec Fritz Schoeller-Szüts (1923–1982). O čtyři roky později se Philipp von Schoeller stal společníkem také ve firmě Erste Wiener Walzmühle Vonwiller, Schoeller KG ve Schwechatu. Tato firma byla v roce 1978 převzata společností Leipnik-Lundenburger AG (původně Lipník nad Bečvou a Břeclav) a Philipp von Schoeller se stal v letech 1981–1988 předsedou představenstva této společnosti.
V roce 1958 založil Národohospodářskou společnost ve Vídni (Volkswirtschaftliche Gesellschaft Wien) a vedl ji až do roku 1988. Od roku 1959 byl členem představenstva rakouského Spolku průmyslníků (Industriellenvereinigung). V této instituci byl zvolen prezidentem pro léta 1967 až 1972 a znovu na období 1980–1988. V rakouské obchodní komoře pracoval v sekci průmyslu jako vedoucí funkcionář (obman) v letech 1970–1990. Jako dlouholetý člen mezinárodní obchodní komory v ní zastupoval rakouské exportní zájmy. V této funkci se zasadil o liberalizaci obchodu s Východní Evropou a měl také velký vliv na přistoupení Rakouska k Evropské unii v roce 1995.

## Sportovní aktivity
Od mládí byl úspěšným sportovcem. V parkurovém skákání dosáhl v roce 1953 národní titul a v letech 1953–1958 byl členem reprezentace Rakouska. Mimo to byl členem a čestným prezidentem Společnosti přátel Spanische Hofreitschule ve Vídni.
V roce 1977 byl zvolen za Rakousko do Mezinárodního olympijského výboru, ve kterém působil až do roku 2000. V těchto letech vykonával důležité funkce ve finanční komisi, v komisi pro koordinaci olympijských her a v komisi pro olympijský program.